# Procession dansante d'Echternach
La procession dansante d’Echternach est un cortège religieux qui a lieu chaque année, le mardi de la Pentecôte, dans la ville luxembourgeoise d’Echternach.
Elle est la dernière du genre en Europe. Au XIIIe siècle, par exemple, en Espagne, les pèlerins dansaient les célèbres Cantigas de Santa Maria, attribuées au roi Alphonse le Sage. Le Livre vermeil de Montserrat, dont l'origine remonte au XIVe siècle, présente des chants et danses du même type. Le contenu de ce recueil était le fait des pèlerins se donnant rendez-vous au non moins célèbre monastère de Montserrat, en Catalogne.
Actuellement, le pas de cette danse à deux temps ressemble à celui de la polka. Mais, à la différence de la polka, il ne s'agit pas d'une danse en couple, mais en rang, comme de nombreuses danses traditionnelles, dont les plus anciennes se dansent ainsi, en demi-cercle ou en cercle. Sur la mélodie, les participants avancent, en sautant par rangée, à travers les rues de la ville, pour arriver à la basilique, où se trouve le tombeau de saint Willibrord. Cette procession, qui attire chaque année des touristes de tous les pays voisins du Grand-Duché de Luxembourg et aussi beaucoup d'évêques, est un événement international. Comme les danseurs, dans le temps, avançaient de trois pas, pour reculer ensuite de deux, elle est à l'origine de l’expression : « avancer au pas d'Echternach ».

## Histoire
La procession, telle qu'elle se présente aujourd'hui, remonte au XIXe siècle. Certaines sources font même remonter ses origines tard au Moyen Âge. Selon la légende locale, le ménétrier d'Echternach, Guy le Long, rentré du pèlerinage en Terre sainte au VIIIe siècle, est condamné à la peine de mort pour le meurtre de sa femme, l'homme n'osant avouer qu'elle a été enlevée par les Sarrasins. Le mardi de la Pentecôte de l'an 729, sur les marches de la potence, Guy demande comme dernière faveur le droit de jouer de son violon. Il fait vibrer les cordes avec tant d'agilité que les badauds attroupés et même le bourreau se mettent à danser sans s'arrêter, jusqu'à ce que leurs pieds s'enfoncent dans le sol, ce qui permet au violoniste de quitter la ville. Les fidèles font alors appel à saint Willibrord pour briser ce sort et délivrer les malheureux de la « danse de Guy ».
Jusqu'ici on n'a pas encore pu expliquer entièrement l'origine dansante de cette procession. Saint Willibrord tout comme Saint Jean et Saint Guy (Veit en allemand) qui étaient censés avoir quelque influence sur les maladies nerveuses (épilepsie, danse de Saint-Guy, chorée) et qui étaient invoqués pour aider les personnes atteintes, sont souvent mis en rapport avec l'origine de cette procession dont on voulait croire qu'elle soulageait les malades dont le système nerveux était atteint, respectivement qu'elle pouvait prévenir ces maladies.

## La procession dansante aujourd'hui
Aujourd'hui, la procession est organisée par le Willibrordus-Bauverein.
La forme du pas de danse n'est nulle part arrêtée. Les premières prises de vue cinématographiques témoignent qu'au début du XXe siècle, quelques groupes seulement de danseurs avançaient de quelques pas, pour reculer ensuite. Aujourd'hui, on saute à tour de rôle d'un pied sur l'autre, cela au son d'une mélodie basée sur le rythme simple de l'anapeste poétique et musical (deux notes brèves, une note longue : ∪∪ —). Actuellement, les danseurs, alignés traditionnellement par rangées de cinq personnes, se tiennent par le bout de leurs mouchoirs pour n'être pas gênés dans leurs mouvements, et sautillent. De nos jours, c'est un orchestre d'harmonie qui accompagne les danseurs.
La procession est motivée par des sentiments religieux et aussi issue d'une longue tradition. 12 000 à 14 000 pèlerins y participent chaque année. Ils viennent de l'ensemble des territoires qui furent luxembourgeois autrefois et de ceux qui vénèrent Willibrord: le Grand-Duché de Luxembourg actuel, les  régions de Thionville et de Montmédy, l'Eifel et la rive droite de la Moselle (en Allemagne actuelle), la Belgique et les Pays-Bas (Willibrord, "apôtre des Frisons", fut évêque d'Utrecht). En littérature, Guillaume Apollinaire et Clara Viebig (Das Kreuz im Venn, Berlin 1908)  s'y réfèrent, entre autres.
Sur la base d'une décision prise à Nairobi le 16 novembre 2010, l'UNESCO a décidé de faire figurer la procession dansante d'Echternach sur sa liste du patrimoine culturel immatériel de l'humanité.

## Littérature
- Pierre Kauthen: La procession dansante d'Echternach et ses descriptions au 19e siècle. Hémecht 1979 (3), p. 405-438. PDF
- Pierre Kauthen: La procession dansante dans la 1re moitié du 20e siècle. In: Willibrord, Apostel der Niederlande, Gründer der Abtei Echternach, herausgegeben von Georges Kiesel und Jean Schroeder. Luxemburg 1989, p. 251-263.
- Pierre Kauthen: La procession dansante dans la deuxième moitié du XXe siècle. Hémecht 2004 (2), p. 153-169. PDF
- Pierre Kauthen: Le patrimoine culturel immatériel à l'exemple de la Procession dansante d'Echternach. Nos Cahiers 2014 (2), p. 119-128.
- Paul Krack: Relicts of dancing mania: The dancing procession of Echternach. in: Neurology, décembre 1999; 53: 2169.
- Alex Langini: La Procession dansante d’Echternach: Son origine et son histoire. SIT Echternach, 1977.
- Frank Wilhelm: "Mysteriös, einmalig und bunt". En : Voilà Luxembourg Nr. 4 (April 1992), S. 90-101.

## Tableaux
- La procession dansante d'Echternach a été peinte par le peintre français Michel-Marie Poulain (1906-1991)
  - Voir: La Procession dansant d'Echternach, peinte par Michel-Marie Poulain